# Estadio Nelson Barrera Romellón
El Estadio Nelson Barrera Romellón que por cuestiones de patrocinio lleva por nombre Cruz Azul Nelson Barrera Romellón, es la sede del equipo de béisbol Piratas de Campeche que participa en la Liga Mexicana de Béisbol. Anteriormente dicho inmueble llevó el nombre de "Estadio Venustiano Carranza", el cual estuvo cerrado durante un tiempo, en el cual fue objeto de una remodelación completa, de hecho; fue demolido en un 99%. De dicho estadio sólo quedó una vieja barda que fue lo único que no se demolió; sin embargo, un metro antes se instaló una barda acojinada pequeña.
Posteriormente, le fue asignado el nombre de Nelson Barrera Romellón como homenaje al más grande beisbolista campechano de todos los tiempos, siendo inaugurado con dicho nombre el 22 de marzo de 2001, con una victoria de los "Filibusteros" ante los Olmecas de Tabasco en el partido inaugural de la temporada 2001 de la LMB.